# Técnica do microburil

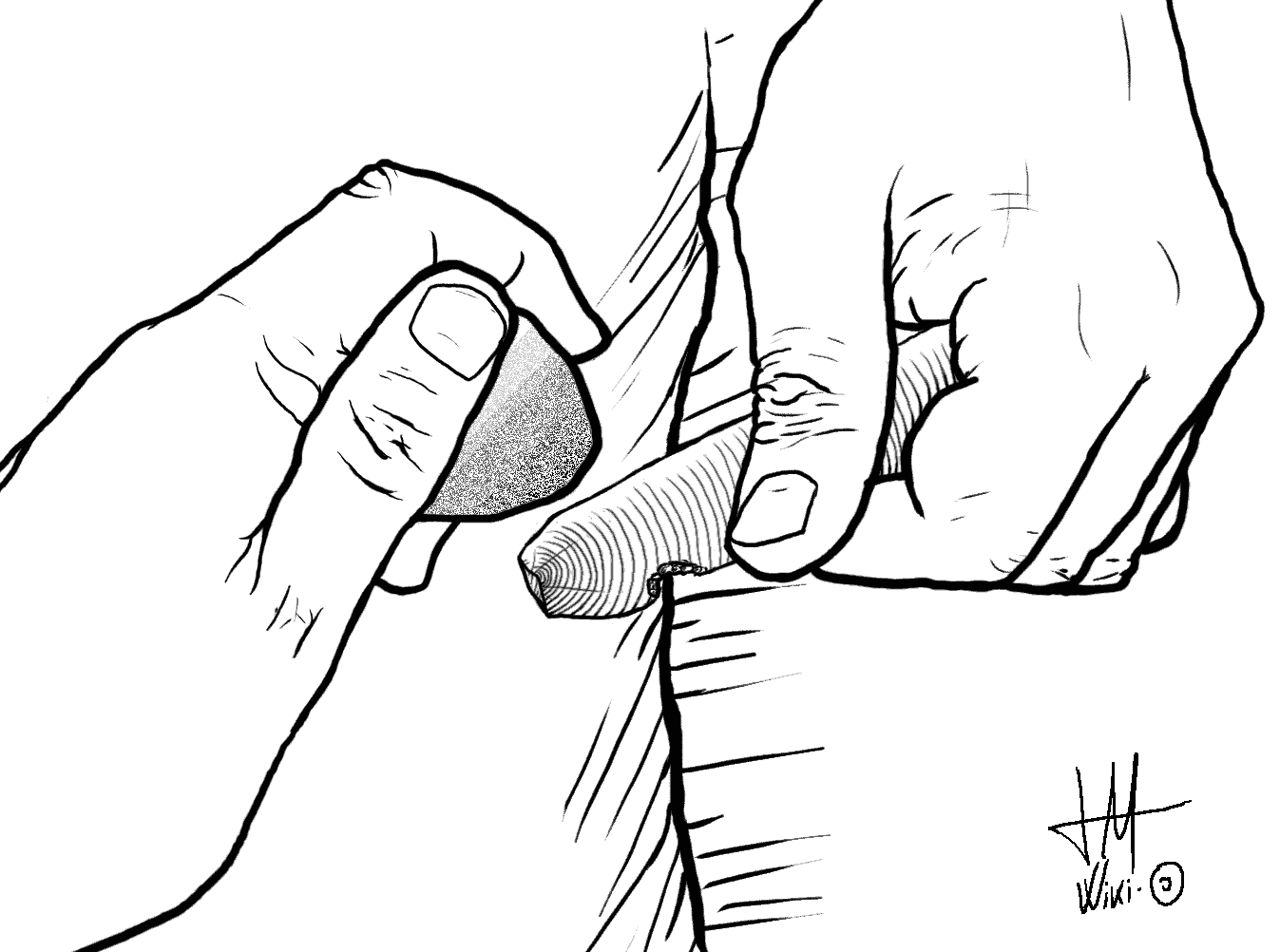
Criação do entalhe por pequenas pancadas contra um suporte anguloso

A técnica do microburil é um procedimento especial para trociscar lâminas líticas e, a partir dos fragmentos, elaborar utensílios, basicamente micrólitos geométricos. Desta técnica há constatação em todo o Velho Mundo, ao menos desde o Mesolítico (também desde as últimas fases do Paleolítico superior, pois no Magdaleniano final francês já apareceram triângulos e trapézios, embora sejam muito raros),  mas não foi localizada, pelo momento na América.
A técnica consiste em tomar uma lâmina (também pode ser feita com uma lasca) e colocar o seu extremo proximal contra um suporte com um canto vivo proeminente (a jeito de bigorna). Depois, por meio quando pequenos golpes, ou balanceando a peça enquanto se pressiona o seu gume contra a aresta do suporte, ir criando um entalhe cada vez maior, até a lâmina lítica quebrar com um golpe decidido, mas delicado ("flexão")
Se a técnica for bem feita, a fratura será oblíqua ao eixo da lâmina e próxima à zona proximal da mesma, de modo que resultam duas peças diferentes: a denominada propriamente "'microburil"' proximal, que é a menor e que conserva o talão e o conchoide da peça originária, e a denominada "'ápice triédrico", que é a maior parte da lâmina. A flexão é também ligeiramente curvada e oblíqua às caras da lâmina: o plano de fratura é empenado, de modo que pode ser visto na cara superior do "ápice triédrico", bem como o seu negativo na cara inferior do "microburil".

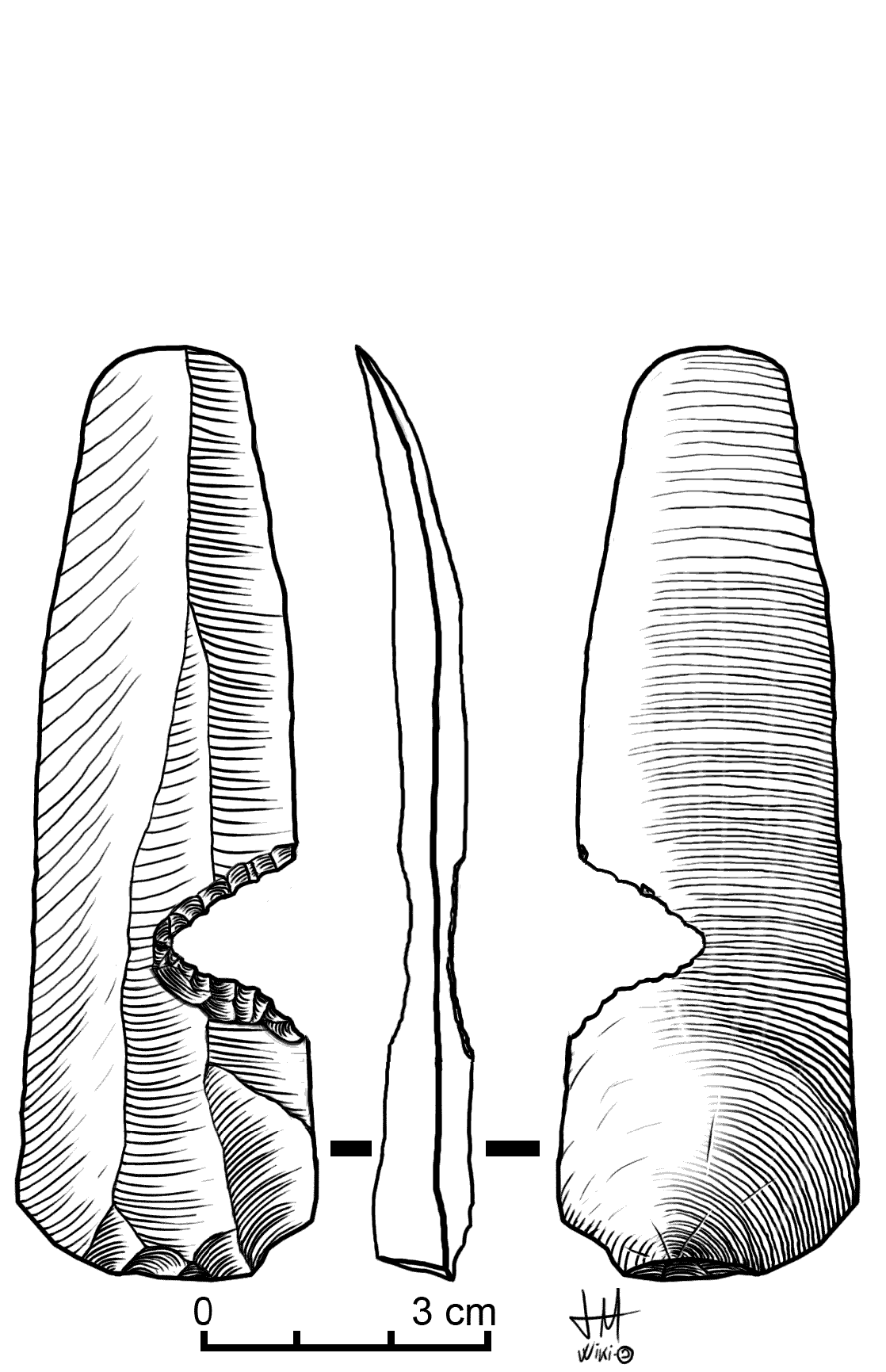
Entalhe em zona proximal da lâmina, logo antes da flexão do microburil
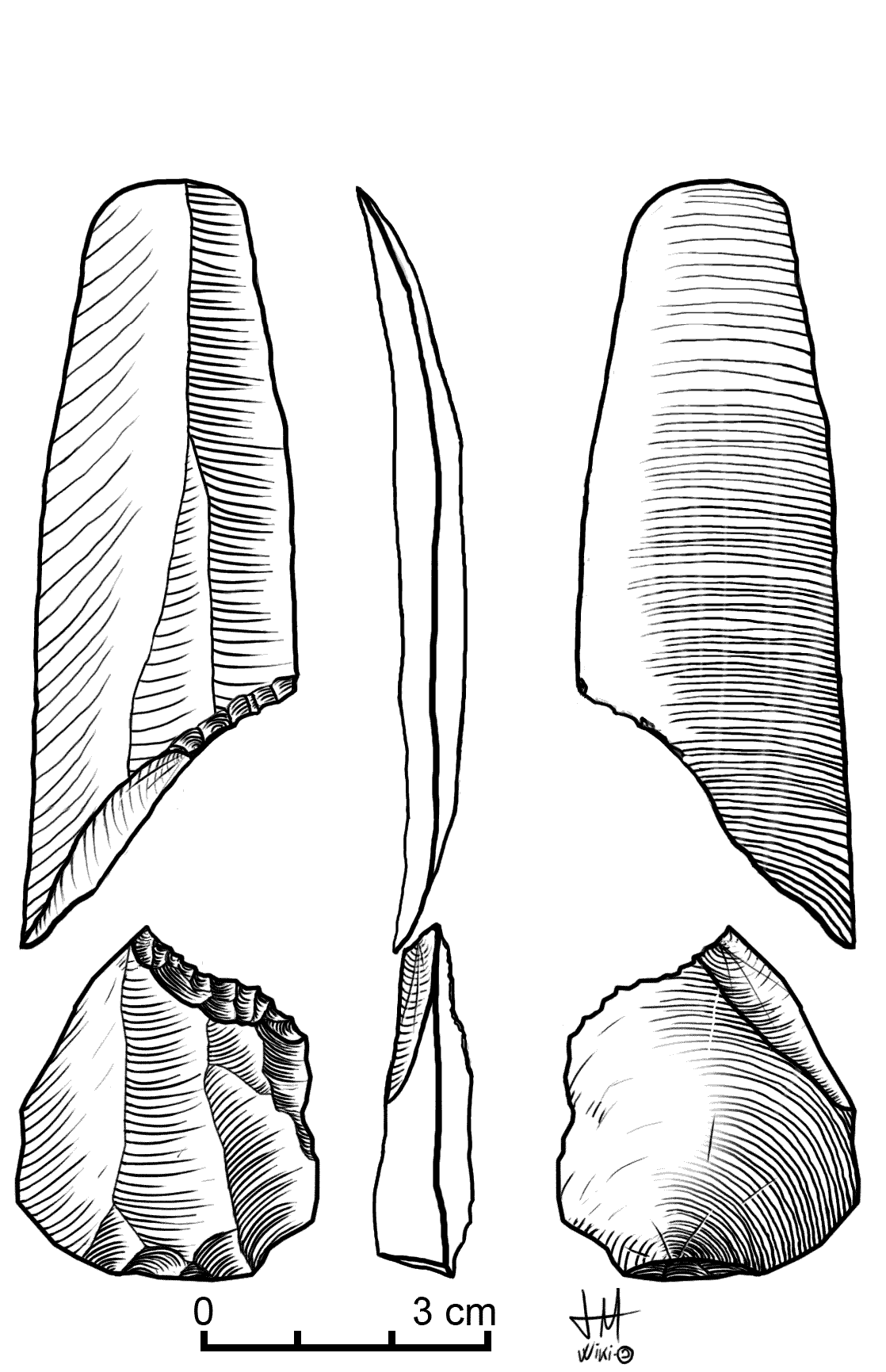
Resultado da flexão do microburil: um microburil proximal e um ápice triédrico
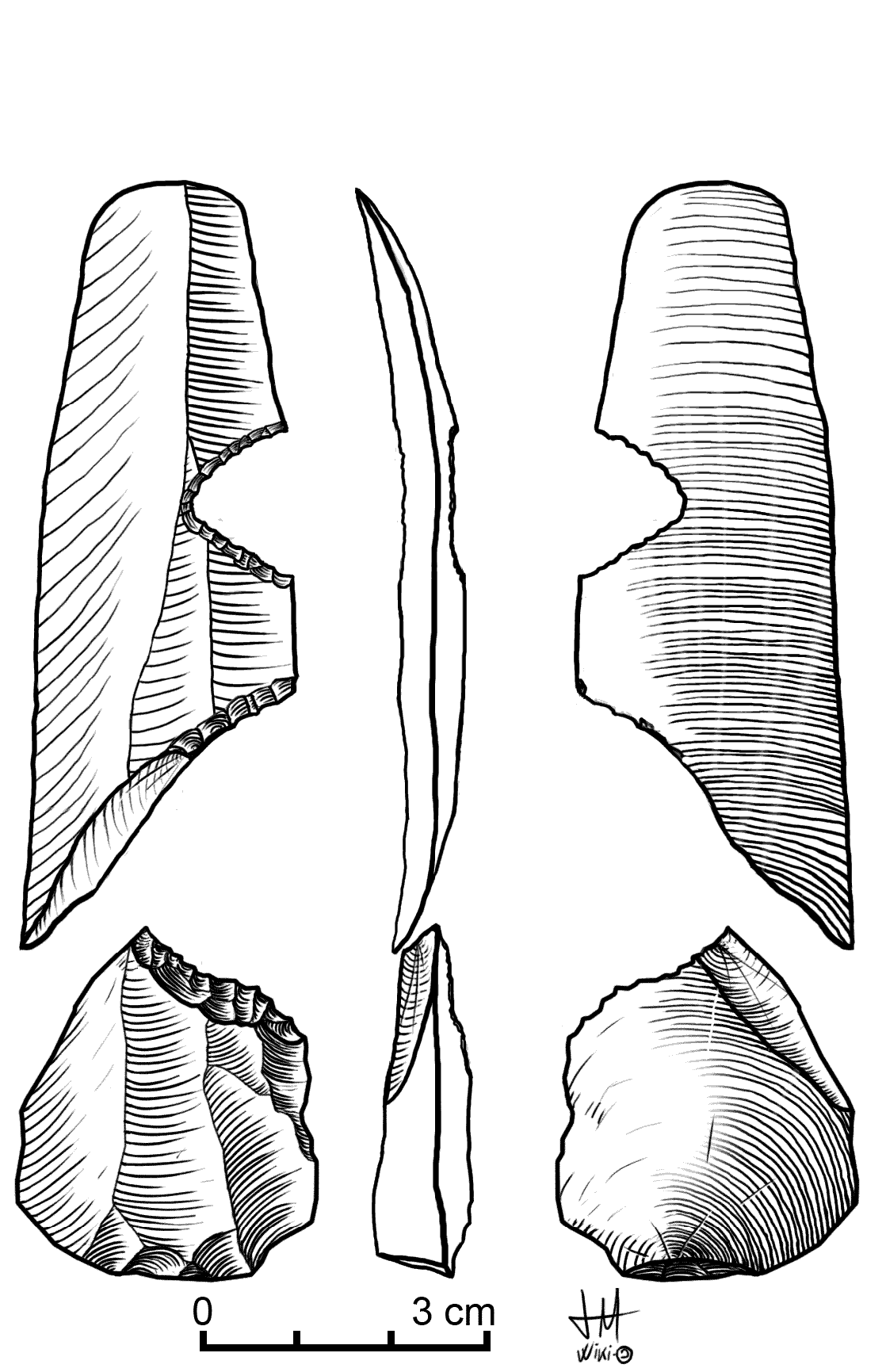
Criação de um segundo entalhe distal pelo mesmo sistema
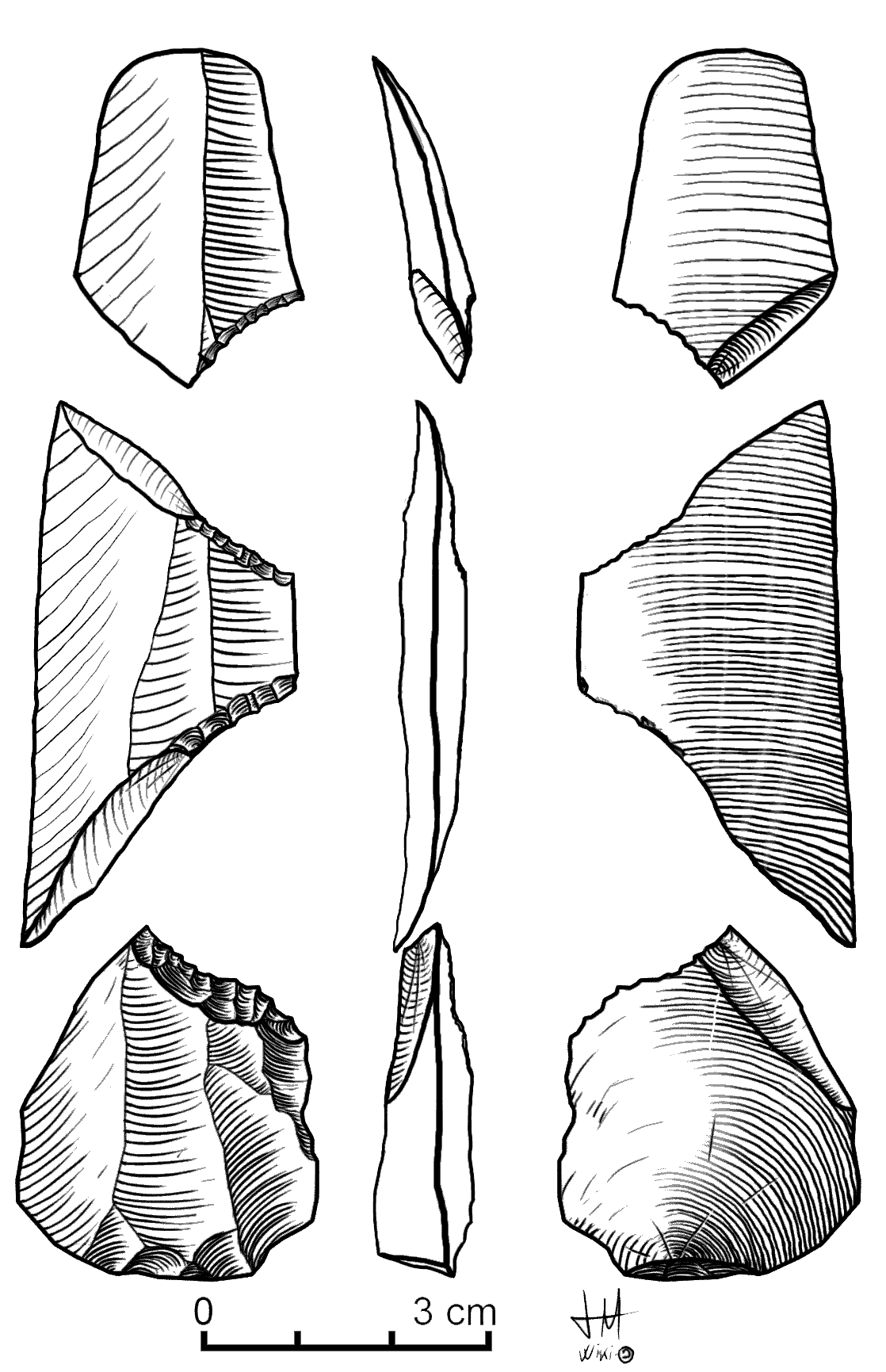
Segunda flexão dando como resultado um duplo ápice triédrico e um microburil distal

O microburil é um "resíduo característico" desta técnica, de modo que não tem atribuída nenhuma funcionalidade (embora alguns não descartam o seu reaproveitamento posterior, este não foi demonstrado de modo fidedigno), por outro lado o "ápice triédrico" é a base para a fabricação dos micrólitos. Tal e qual está serve para obter "lâminas de bordo abatido" . Mas, normalmente, a parte do ápice triédrico é outra vez submetida à técnica até flexioná-la de novo e obter assim outras duas peças, a saber, o "microburil distal" (outro resíduo característico) e a parte central que possui um duplo ápice triédrico, com linhas de fratura convergentes, ambas as opostas uma a outra.
Esta peça, de "duplo ápice triédrico" servirá, continuando o retoque abrupto de ambas as flexões, para fabricar micrólitos geométricos ("triângulos", "trapézios" ou "segmentos"). Muitas vezes o retoque não é total, e estes micrólitos conservam visível parte do plano de fratura, o que permite reconstruir com maior segurança, os gestos do artesão que os fabricou.

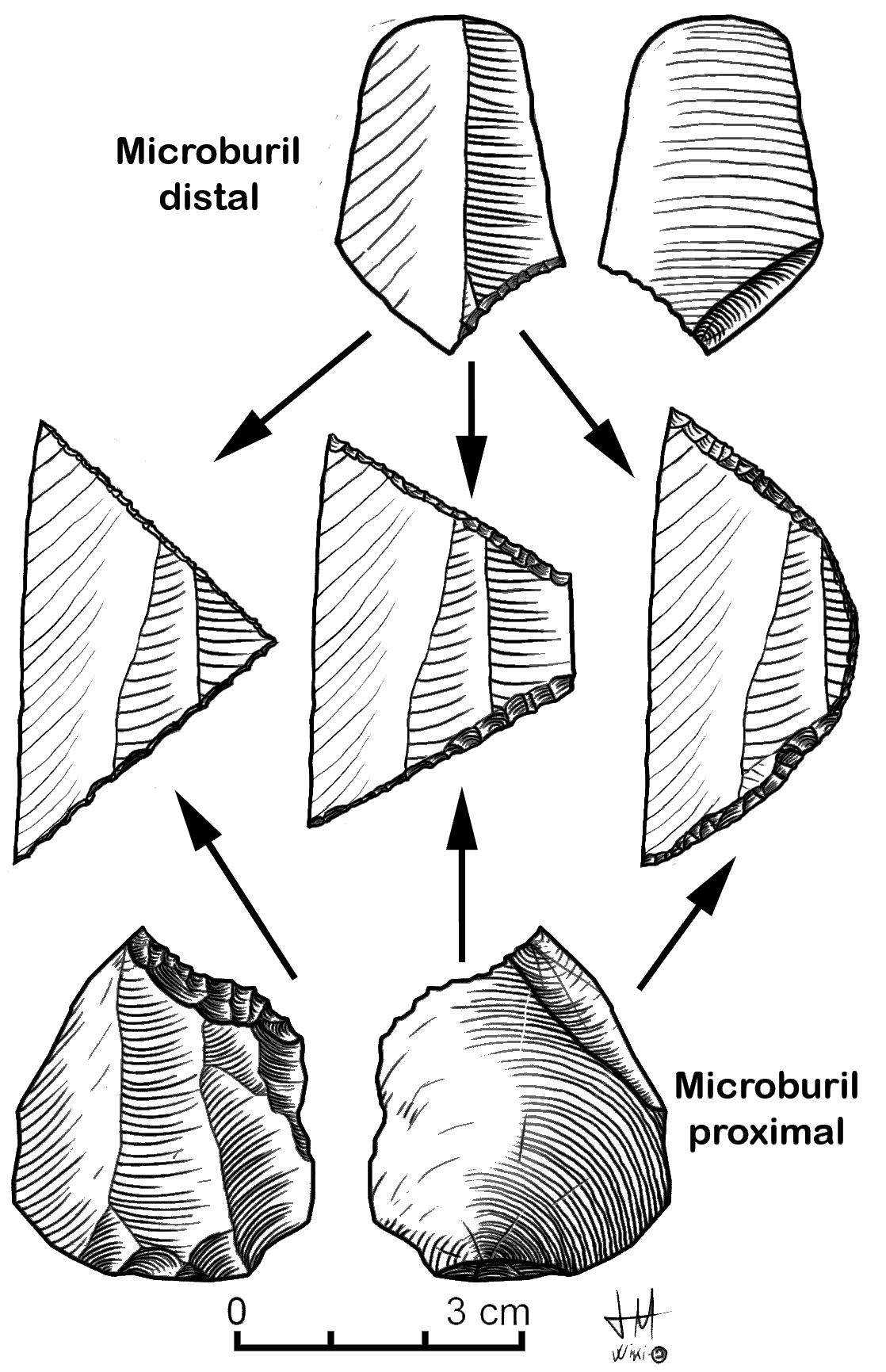
Possibilidade de elaboração de diferentes tipos de micrólitos a partir do mesmo suporte
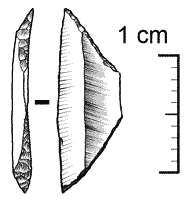
Trapézio
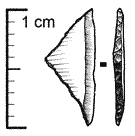
Triângulo
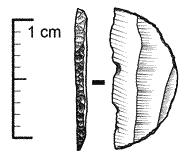
Segmento de círculo

A mesma técnica do microburil serve para fabricar outros tipos de micrólitos não geométricos, como as pontas de Tardenois.